# Echeveria pumila
Echeveria pumila là một loài thực vật có hoa trong họ Crassulaceae. Loài này được Schltdl. miêu tả khoa học đầu tiên năm 1841.